# 21st Century Schizoid Band

21st Century Schizoid Band es una banda de rock británica compuesta por músicos que alguna vez formaron parte de King Crimson, formada en 2002. El nombre deriva de la famosa canción «21st Century Schizoid Man» del álbum debut de King Crimson, In the Court of the Crimson King, de 1969. El grupo inicial fue formado por Mel Collins e Ian McDonald en el saxofón, flauta y teclados, Michael Giles en batería, Peter Giles en el bajo, y el yerno de Michael Giles y único miembro que no estuvo en las filas del Rey Carmesí Jakko Jakszyk en guitarra y voz.
La banda ha tocado en directo las composiciones de los primeros cuatro álbumes de King Crimson, además de obras de los catálogos de los nuevos miembros del grupo. Publicó cinco discos, la mayoría de los trabajos en directo, aunque incluyendo algunas nuevas composiciones. Ian Wallace, otro miembro de la época de Islands, reemplazó a Mike Giles en 2003, justo antes del tercer álbum. 
Wallace falleció en febrero de 2007. A causa de problemas económicos y la falta de un reemplazo para Wallace la banda está inactiva desde entonces.
Jakko Jakszyk se incorporó a King Crimson en 2014.

## Discografía
- Official Bootleg V.1 (2002)
- In The Wake Of Schizoid Men (2003)
- Live in Japan (2003, CD y DVD)
- Live in Italy (2003)
- Pictures Of A City — Live in New York  (2006)[3]